# Глибокий (доплив Стрию)
Глибокий (пол. Hłyboki) — гірський потік в Україні, у Стрийському районі Львівської області у Галичині. Правий доплив Стрию, (басейн Дністра).

## Опис
Довжина потоку приблизно 3,19 км, найкоротша відстань між витоком і гирлом — 2,40 км, коефіцієнт звивистості потоку — 1,33. Формується безіменними гірськими струмками. Потік тече у межах Сколівських Бескидів (частина Українських Карпат).

## Розташування
Бере початок на північно-західній стороні від гори Піпцове (746 м) у листяному лісі. Тече переважно на північний захід понад горою Гранична (546,2 м) і на південно-східній стороні від села Нижнє Синьовидне впадає у річку Стрий, праву притоку Дністра.